# كلمية رفيعة الأوراق
كلمية رفيعة الأوراق (الاسم العلمي:Kalmia angustifolia) هي نوع من النباتات يتبع جنس الكلمية من الفصيلة الخلنجية.